# Etiler
Etiler est un quartier d'Istanbul en Turquie, sur la rive européenne du Bosphore, dans le district de Beşiktaş, à proximité du quartier d'affaires de Levent et Maslak.
Etiler est célèbre pour ses cafés haut de gamme, pubs, boîtes de nuit, restaurants, gymnases, coiffeurs, boutiques de mode et galeries marchandes, telles que Akmerkez et Mayadrom Uptown.
Il s'agit d'un des quartiers préférés de l'élite stambouliote. Le quartier possède également de nombreuses villas et résidences privées.
Le nom Etiler signifie Hittites. Il était en effet à la mode dans les premières années de la République Turque de donner les noms d'anciennes civilisations Anatoliennes aux nouveaux quartiers d'Istanbul. Un exemple similaire est le quartier voisin de Akatlar qui signifie Akkad, une autre ancienne civilisation ancienne de l'histoire de l'Anatolie.
La ligne de métro M6 relie l'Université du Bosphore et Levent, qui possède également une station à Etiler.